# Täby Flyers
Täby Flyers är ett lag i amerikansk fotboll som bildades 1990 av Lars Jonsson och Patrik Komarow, som då kom ifrån Berga Bulldogs. Första seriematchen spelades 1991 mot Tyresö Royal Crowns, en match som Flyers vann.  
Laget spelade aldrig i Superserien, men de var nära att kvalificera sig 2004 då de förlorade mot Göteborg Giants i kvalet. Namnet Flyers kommer från att laget från början spelade på ett gammalt flygfält i Hägernäs som tillhört Roslagens flygkår (F 2), och laget hette från början Täby F2 Flyers
Täby Flyers har länge haft sin hemmaplan på anläggningen vid Näsby slott, i Täby men sedan 2019 i Hägernäs, Täby.
Täby Flyers finns idag bara kvar som juniorförening, då de inför säsongen 2006 slogs ihop med Solna Chiefs och bildade STU Northside Bulls i de äldre åldersgrupperna (U19 och Senior).
I nuläget är klubben uppdelad i fem sektioner, U11, U13, U15, U17 och U19 (spelas för första gången från säsongen 2014)

## Coacher 2023

### U11
- Head Coach (Huvudtränare): Jakob Dalenius

### U13
- Head Coach (Huvudtränare): Gustav Bratt

### U15
- Head Coach (Huvudtränare): Axel Hennix Ripa

### U17
- Head Coach (Huvudtränare): Johan Maurin

## Meriter
- Seniorer:
  - 1:a Div 1 2004
  - 1:a Div 2 1997
  - 1:a Div 3 1993

| Division 3 1993       |    |   |   |   |     |     |    |
| Lag                   | SM | V | F | O | GP  | IP  | P  |
| Täby F2 Flyers        | 6  | 6 | 0 | 0 | 196 | 38  | 12 |
| Telge Truckers        | 6  | 5 | 1 | 0 | 190 | 24  | 10 |
| Knifetown Gallants    | 6  | 3 | 3 | 0 | 209 | 50  | 6  |
| Katrineholm Stallions | 6  | 2 | 4 | 0 | 57  | 214 | 4  |
| Avesta Guardians      | 6  | 2 | 4 | 0 | 114 | 266 | 4  |
| Köping Black Crows    | 6  | 0 | 6 | 0 | 32  | 206 | 0  |

- U19: 
  - SM-guld - U19 - (Perfect Season) 2021
- U17:
  - Guld - U17-Östra - 2016
  - Guld - Dukes Tourney - 2016
  - Silver - U17-Norra - 2014
  - Brons - Dukes Tourney - 2014
- U16:
  - SM-Semifinal 2004
  - SM-Guld - 1997

- U15:
  - Silver - U15-Östra - 2014
  - Guld - U15-Östra - (Perfect season) - 2013
  - Silver -  Sweden Challenge Cup - 2013
  - Silver - Dukes Tourney - 2013
  - Silver -  Sweden Challenge Cup - 2012
  - Guld -  Sweden Challenge Cup - 2011
  - Silver - Dukes Tourney - 2011
  - Guld - Dukes Tourney - 2009
  - SM-Silver - 2008

- U13:
  - Guld - HP-Cup 2014
  - Guld - Dukes Tourney - 2014
  - Guld - HP-Cup 2014
  - Silver - HP-Cup 2013
  - Silver - HP-Cup 2011
  - Silver - Dukes Tourney 2011
  - Brons - HP-Cup - 2010
  - Brons - Dukes Tourney 2010
  - Brons - HP-Cup - 2009
  - Silver - HP-cup - 2008
  - Guld - HP-Cup 2002
  - Guld - HP-Cup 2001

- U11:
  - Guld - HP-Cup - 2017
  - Guld - Dukes Tourney - 2017
  - Brons - Dukes Tourney - 2016
  - Guld - Dukes Tourney - 2014
  - Silver - HP-Cup - 2013
  - Silver - Dukes Tourney - 2013

## Föreningens utmärkelser

### Carlos Lannefors Award
- 1999 David Alm
- 2003: Conny Molander
- 2004: Oscar Bondesson
- 2005: JP Lannefors
- 2007: Sebastian Brinkenfeldt
- 2010: Ludvig Persson
- 2011: August Ragnesjö
- 2012: Eric Lundquist
- 2013: Gustav Hamrelius
- 2014: Georg Grette
- 2015: Mattin Zarrabi
- 2016: Isac Svennberg
- 2017: Jonas Hedlund
- 2018: Samuel Netz
- 2019: Elliot Krogius
- 2020: Oliver Leydner
- 2021: Johan Hallgren

### Ylva Perssons vandringspris till ett föredöme som coach
- 2009: Olle Hammarström
- 2010: Daniel Risberg
- 2011: Sebastian Brinkenfeldt
- 2012: Adrian Ashhami
- 2013: Filip Renström
- 2014: Sasha Krogius
- 2015: Sebastian Vaca
- 2016: Hugo Dyrendahl
- 2017: Alexander Sjöö
- 2018: Johan Maurin
- 2019: Gustaf Peterson
- 2020: Andre Lambert
- 2021: Elias Bennaceur

### Michael Perssons hederspris till årets fotbollsambassadör
- 2011: Michael Persson
- 2012: Tod Mullis
- 2013: Sebastian Brinkenfeldt
- 2014: Sasha Krogius
- 2015: Jonas Rapp
- 2020: Victor Wikström

### Anette Bondessons vandringspris
- 2009: Thomas Magnusson
- 2010: Sebastian Brinkenfeldt
- 2011: Carina och Kenneth Udrup
- 2012: Leslie och Thomas Jensen
- 2013: Kumi och Junichi Toyama
- 2014: Åsa Haglund och Hans Ragnesjö
- 2015: Roberth Dyrendahl Lundberg